# Toybox Turbos
A Toybox Turbos versenyjáték, melyet a Codemasters fejlesztett és jelentetett meg. A játék 2014 novemberében jelent meg Microsoft Windows, PlayStation 3 és Xbox 360 platformokra.

## Játékmenet
A Toybox Turbos versenyjáték, a Micro Machines sorozat tagjaihoz hasonló játékmenettel. A játékban 18 versenypálya és 35 jármű található. A játék helyi és interneten keresztüli többjátékos móddal is rendelkezik.

## Fogadtatás
| Összegzőoldal | Értékelés                |
| ------------- | ------------------------ |
| Metacritic    | (PS3) 78/100 (PC) 69/100 |

| Szerző      | Értékelés   |
| ----------- | ----------- |
| 4Players    | (PC) 67%    |
| Eurogamer   | (PC) 7/10   |
| GamesRadar+ | (PS3)       |
| GamesTM     | (PC) 6/10   |
| MeriStation | 7/10        |
| OPM (UK)    | (PS3) 8/10  |
| OXM (UK)    | (X360) 6/10 |
| Retro Gamer | (PC) 72%    |
| Metro       | (X360) 7/10 |

A Metacritic gyüjtőoldal adatai szerint a játék PlayStation 3-verziója „általánosságban kedvező”, míg a Windows-verziója „megosztott vagy átlagos” kritikai fogadtatásban részesült.
GamesRadar+ szerkesztője a játék PlayStation 3-verziójáról megjegyezte, hogy „Van valami alapvetően szórakoztató abban, amikor apró autókkal száguldozol egy reggelizőasztalon, és a legjobb haverodat lelököd róla a padlóra… [a játék] azonnali többjátékos szórakozást kínál a versenyzés, a fegyverek és a megbocsátó kezelés keverékének köszönhetően, […] azonban az egyjátékos mód nem olyan szórakoztató.”
A Eurogamer szerkesztője szerint „a kezelés illő módon vaskos, eléggé pattogós ahhoz, hogy szórakoztató legyen, de elég tapadással ahhoz, hogy ne érezd úgy, hogy elvesztetted az irányítást. […] a pályák és a versenytípusok természetesen nem kínálnak elég változatosságot ahhoz, hogy az a döntés, hogy a sebességet előnyben részesítsd a kezeléssel szemben, vagy fordítva, valódi taktikai érdemmel legyen. […] azonban az egyszerűbb időkre emlékeztető, csökkentett árú Toybox Turbos mindent megtesz, amit kell, de annál sajnos nem sokkal többet.”

## Fordítás
- Ez a szócikk részben vagy egészben  a   Toybox Turbos című angol Wikipédia-szócikk ezen változatának fordításán alapul.  Az eredeti cikk szerkesztőit annak laptörténete sorolja fel. Ez a jelzés csupán a megfogalmazás eredetét és a szerzői jogokat jelzi, nem szolgál a cikkben szereplő információk forrásmegjelöléseként.